# Băduleasa
Băduleasa es una localidad rumana de la comuna de Putineiu, en el condado de Teleorman.

## Historia
Hacia finales del siglo XIX, la aldea, que por entonces dependía de la comuna de Băneasa, tenía contabilizada una población de 295 habitantes. En la segunda mitad del siglo XX la localidad formaba ya parte de la comuna de Putineiu.